# Anders Gløersen
Anders Gløersen (* 22. Mai 1986 in Oslo) ist ein ehemaliger norwegischer Skilangläufer.

## Werdegang
Anders Gløersen startete für den Verein Rustad IL. Ab Ende 2004 trat er in internationalen Wettbewerben an. Bis März 2007 startete er in unterklassigen Wettbewerben wie FIS- und Continental-Cup-Rennen. Zudem wurde er bei den Juniorenweltmeisterschaften 2006 in Kranj Sprint-Vierter. In Drammen konnte Gløersen Mitte März 2007 als 36.-platzierter sein Debüt im Skilanglauf-Weltcup geben. In der Saison 2007/08 wurden Weltcup-Einsätze häufiger. Sein drittes Rennen, einen Sprint in Rybinsk konnte er überraschend gewinnen. Weitere gute Platzierungen folgten und in Lahti gewann der Sprintspezialist erneut. In der Gesamtwertung des Sprintweltcups wurde Gløersen Vierter. In der folgenden Saison konnte er seine starken Leistungen nicht wiederholen. Der 13. Platz im Sprint in Trondheim war seine beste Weltcupplatzierung. Zu Beginn der Saison 2009/10 errang er in Düsseldorf im Sprint und im Teamsprint den zweiten Platz. Es folgten Platzierungen im Mittelfeld. Im März 2010 gewann er in Oslo seinen dritten Weltcupsieg. Die Saison beendete er auf dem neunten Rang in der Sprintwertung. In Düsseldorf siegte er im Dezember 2010 zusammen mit Ola Vigen Hattestad im Teamsprint. Bei den nordischen Skiweltmeisterschaften 2011 in Oslo kam er auf den 13. Platz im Sprint. Im Dezember 2013 gewann er in Davos sein fünftes Weltcuprennen. Bei den Olympischen Winterspielen 2014 in Sotschi verpasste er mit dem vierten Platz im Sprint nur knapp eine Medaille. Im März 2014 gewann Gløersen den Engadin Skimarathon. Nach schwachen Start in die Saison 2014/15 mit dem 40. Gesamtrang bei der Nordic Opening, erreichte er in Davos den zweiten Platz im Sprint und den ersten Platz über 15 km Freistil. Im Januar 2015 belegte er in Rybinsk zusammen mit Finn Hågen Krogh den zweiten Platz im Teamsprint. Zwei Wochen später wurde er in Røros erstmals norwegischer Meister über 15 km Freistil. Bei den nachfolgenden nordischen Skiweltmeisterschaften in Falun holte er Bronze über 15 km Freistil und Gold mit der Staffel. Nach Platz 17 bei der Nordic Opening in Ruka zu Beginn der Saison 2015/16 belegte er in Lillehammer mit der Staffel und in Davos über 30 km Freistil jeweils den dritten Rang. Im weiteren Saisonverlauf erreichte er im Einzel nur Platzierungen außerhalb der Top Zehn. Die Tour de Ski 2016 und die Ski Tour Canada beendete er vorzeitig und errang zum Saisonende den 28. Platz im Gesamtweltcup. In der Saison 2016/17 siegte er im Weltcup in La Clusaz und in Ulricehamn jeweils mit der Staffel und belegte in Davos den zweiten Platz über 30 km Freistil. Im Februar 2017 gewann er den Gsieser-Tal-Lauf über 42 km Freistil. Beim Saisonhöhepunkt den nordischen Skiweltmeisterschaften 2017 in Lahti kam er auf den 11. Platz im 50-km-Massenstartrennen. Im März 2017 wurde er beim Engadin Skimarathon hinter Dario Cologna Zweiter und erreichte zum Saisonende den 45. Platz im Gesamtweltcup und den 27. Rang im Distanzweltcup. Ende März 2017 wurde er in Gålå norwegischer Meister über 10 km Freistil.
Nachdem Gløersen keinen Platz mehr im Nationalteam der Norweger ergattern konnte, kam er im Weltcup nur noch beim Skiathlon in Lillehammer im Dezember 2017 zum Einsatz, welchen er auf dem 37. Platz beendete. In der Folge bis zu seinem Karriereende im Jahr 2020 ging er überwiegend bei Skimarathonrennen und Volksläufen an den Start. Dabei gewann er in der Saison 2017/18 den Toblach–Cortina-Lauf über 30 km Freistil und den American Birkebeiner sowie im Dezember 2018 den La Sgambeda.

## Privates
Gløersen ist mit der norwegischen Skilangläuferin Mari Eide liiert.

## Erfolge

### Siege bei Weltcuprennen

#### Weltcupsiege im Einzel
| Nr. | Datum             | Ort     | Disziplin                      |
| --- | ----------------- | ------- | ------------------------------ |
| 1.  | 16. Dezember 2007 | Rybinsk | 1,2 km Sprint Freistil         |
| 2.  | 1. März 2008      | Lahti   | 1,4 km Sprint Freistil         |
| 3.  | 14. März 2010     | Oslo    | 1,5 km Sprint Freistil         |
| 4.  | 15. Dezember 2013 | Davos   | 1,5 km Sprint Freistil         |
| 5.  | 20. Dezember 2014 | Davos   | 15 km Freistil Individualstart |

#### Weltcupsiege im Team
| Nr. | Datum             | Ort        | Disziplin                        |
| --- | ----------------- | ---------- | -------------------------------- |
| 1.  | 5. Dezember 2010  | Düsseldorf | 6 × 1,6 km Teamsprint Freistil 1 |
| 2.  | 18. Dezember 2016 | La Clusaz  | 4 × 7,5 km Staffel 2             |
| 3.  | 22. Januar 2017   | Ulricehamn | 4 × 7,5 km Staffel 3             |

### Siege bei Continental-Cup-Rennen
| Nr. | Datum            | Ort   | Disziplin       | Serie            |
| --- | ---------------- | ----- | --------------- | ---------------- |
| 1.  | 19. Februar 2010 | Lygna | Sprint Freistil | Scandinavian Cup |

### Siege bei Worldloppet-Cup-Rennen
Anmerkung: Vor der Saison 2015/16 hieß der Worldloppet Cup noch Marathon Cup.
| Nr. | Datum            | Ort            | Rennen               | Disziplin                  |
| --- | ---------------- | -------------- | -------------------- | -------------------------- |
| 1.  | 9. März 2014     | Maloja–S-chanf | Engadin Skimarathon  | 42 km Freistil Massenstart |
| 2.  | 24. Februar 2018 | Hayward        | American Birkebeiner | 50 km Freistil Massenstart |

### Sonstige Siege bei Skimarathon-Rennen
- 2017 Gsieser-Tal-Lauf, 42 km Freistil
- 2018 La Sgambeda, 30 km Freistil

## Statistik

### Weltcup-Platzierungen
Die Tabelle zeigt die erreichten Platzierungen im Einzelnen.
- 1.–3. Platz: Anzahl der Podiumsplatzierungen
- Top 10: Anzahl der Platzierungen unter den ersten zehn
- Punkteränge: Anzahl der Platzierungen innerhalb der Punkteränge
- Starts: Anzahl gelaufener Rennen in der jeweiligen Disziplin
- Hinweis: Bei den Distanzrennen erfolgt die Einordnung gemäß FIS.

| Platzierung         | Distanzrennen a | Distanzrennen a | Distanzrennen a | Distanzrennen a | Distanzrennen a | Skiathlon Verfolgung | Sprint | Etappen- rennen b | Gesamt | Team   | Team    |
| Platzierung         | ≤ 5 km          | ≤ 10 km         | ≤ 15 km         | ≤ 30 km         | > 30 km         | Skiathlon Verfolgung | Sprint | Etappen- rennen b | Gesamt | Sprint | Staffel |
| ------------------- | --------------- | --------------- | --------------- | --------------- | --------------- | -------------------- | ------ | ----------------- | ------ | ------ | ------- |
| 1. Platz            |                 |                 | 1               |                 |                 |                      | 4      |                   | 5      | 1      | 2       |
| 2. Platz            |                 |                 |                 | 1               |                 |                      | 4      |                   | 5      | 2      |         |
| 3. Platz            | 1               |                 |                 | 1               |                 | 1                    | 2      |                   | 5      | 1      | 1       |
| Top 10              | 2               | 1               | 2               | 2               |                 | 2                    | 17     |                   | 26     | 7      | 5       |
| Punkteränge         | 3               | 3               | 7               | 2               | 1               | 6                    | 47     | 2                 | 71     | 7      | 6       |
| Starts              | 3               | 3               | 11              | 3               | 2               | 13                   | 57     | 5                 | 97     | 7      | 6       |
| Stand: Karriereende |                 |                 |                 |                 |                 |                      |        |                   |        |        |         |

### Weltcup-Wertungen
| Saison  | Gesamt | Gesamt | Distanz | Distanz | Sprint | Sprint |
| Saison  | Punkte | Platz  | Punkte  | Platz   | Punkte | Platz  |
| ------- | ------ | ------ | ------- | ------- | ------ | ------ |
| 2007/08 | 315    | 21.    | -       | -       | 315    | 4.     |
| 2008/09 | 33     | 100.   | -       | -       | 33     | 55.    |
| 2009/10 | 274    | 28.    | 4       | 115.    | 264    | 9.     |
| 2010/11 | 100    | 60.    | -       | -       | 100    | 21.    |
| 2011/12 | 279    | 35.    | 37      | 62.     | 242    | 11.    |
| 2012/13 | 212    | 42.    | 43      | 56.     | 169    | 12.    |
| 2013/14 | 244    | 32.    | 65      | 47.     | 149    | 17.    |
| 2014/15 | 297    | 24.    | 168     | 23.     | 129    | 16.    |
| 2015/16 | 279    | 28.    | 196     | 25.     | 55     | 38.    |
| 2016/17 | 133    | 45.    | 133     | 27.     | -      | -      |